# 泰滕韦斯
泰滕韦斯是德国巴伐利亚州的一个市镇。总面积28.69平方公里，总人口1698人，其中男性858人，女性840人（2011年12月31日），人口密度59人/平方公里。